# Czuksza (obwód wołogodzki)
Czuksza (ros. Чукша) – wieś w Rosji, w rejonie czerepowieckim obwodu wołogodzkiego. W 2010 liczyła 10 mieszkańców.